# Свята Кот-д'Івуару
Це список державних свят в Кот Д'івуарі.

## Державні свята
| Дата         | назва                   |
| ------------ | ----------------------- |
| 1 січня      | Новий Рік               |
| змінна       | Великодній понеділок    |
| 1 травня     | День Праці              |
| змінна       | Вознесіння              |
| змінна       | День Святого Духа       |
| 7 серпня     | День Незалежності       |
| 15 серпня    | Вознесіння Діви Марії   |
| 1 листопада  | День усіх святих        |
| 15 листопада | Національний День миру  |
| 25 грудня    | Різдво                  |
| змінна       | День народження пророка |
| змінна       | Аль-Кадр                |
| змінна       | Закінчення Рамадану     |
| змінна       | Свято жертвопринесення  |